# Na Straży
Na Straży – wydawnictwo religijne Zrzeszenia Wolnych Badaczy Pisma Świętego. Zostało założone w 1958 roku.

## Działalność Wydawnictwa „Na Straży”
Wydawnictwo zajmuje się wydawaniem książek, broszur, komentarzy do Biblii, słowników oraz czasopism. Nazwa wydawnictwa jest zarazem nazwą dwumiesięcznika wydawanego od października 1958 roku. Pozostałe czasopisma wydawane przez to wydawnictwo to dwumiesięcznik „Wędrówka” (skierowany głównie do młodzieży) oraz dwumiesięcznik „The Herald” (będący tłumaczeniem jego angielskiego czasopisma religijnego drukowanego w Stanach Zjednoczonych przez Pastoralny Instytut Biblijny (Pastoral Bible Institute). Wydawnictwo pośredniczyło również w rozprowadzaniu w Polsce czasopisma „Poranek” wydawanego w Stanach Zjednoczonych przez Dawn Bible Students Association.
Do ostatnich publikacji książkowych wydawnictwa „Na Straży” należy m.in. Biblia gdańska w systemie Stronga (wydanie 3-tomowe) gdzie każdemu słowu (zgodnie z wydaniem Brytyjskiego i Zagranicznego Towarzystwa Biblijnego z 1959 r.) został przypisany numer (odsyłacz) do konkordancji wyrazów hebrajskich i aramejskich Stronga oraz do konkordancji wyrazów greckich Stronga.

## Ważniejsze publikacje Wydawnictwa „Na Straży” od 1958 roku
- 1965 – „Konkordancja Biblijna” – wyd. II
- 1973 – „Pieśni Brzasku Tysiąclecia” – wyd. VI
- 1980 – „Komentarz Biblijny”
- 1981 – „Pieśni Brzasku Tysiąclecia” – wyd. VII
- 1982 – „Konkordancja Biblijna” – wyd. III
- 1984 – „Królestwo Boże we drzwiach”
- 1985 – „Odrzucony Odkupiciel”
- 1986 – „Pascha, czyli Wielkanoc Nowego Stworzenia”
- 1987 – „Historia Józefa, syna Jakuba”
- 1987 – „Kto będzie zbawiony”
- 1988 – „Kalendarz chrześcijanina”
- 1988 – „Dla tej przyczyny” – broszura
- 1989 – „Bogacz i Łazarz”
- 1990 – „Upadek Babilonu”
- 1991 – „Komentarze do Apokalipsy” (R. Rorata) – tom I
- 1991 – „Wyżyny Bet-Awenu”
- 1992 – „Cienie Przybytku Lepszych ofiar”
- 1993 – „Komentarze do Apokalipsy” (R. Rorata) – tom II
- 1993 – „Zbliżcie się do Boga”
- 1994 – „Boski Plan Wieków” – tom I WPŚ
- 1994 – „Bóg, Jego Syn i Duch Święty”
- 1995 – „Manna Niebiańska”
- 1995 – „Izrael wśród narodów świata”
- 1996 – „Nadszedł czas” - tom II WPŚ
- 1996 – „Konkordancja Wyrazów Greckich Nowego Testamentu” – wyd. I
- 1996 – „Przyjdź Królestwo Twoje” – tom III WPŚ
- 1997 – „Walka Armagieddonu” – tom IV WPŚ
- 1998 – „Pieśni Brzasku Tysiąclecia” (z nutami – wyd. I)
- 1998 – „Zmartwychwstanie nadzieją świata”
- 1999 – „Co to jest restytucja?”
- 2000 – „Uwielbiajmy Pana” (śpiewniczek młodzieżowy)
- 2002 – „Pojednanie pomiędzy Bogiem a człowiekiem” – tom V WPŚ
- 2002 – „Jesteście listem Chrystusowym”
- 2002 – „Poznaj Boga”
- 2002 – „Gdzie są umarli”
- 2003 – „Komentarze do Apokalipsy” (R. Rorata) – wyd. II (jednotomowe)
- 2003 – „Pieśni Brzasku Tysiąclecia” – wyd. IX
- 2003 – „Pieśni wieczorne”
- 2004 – „Konkordancja wyrazów hebrajskich ST” – wyd. I
- 2005 – „Fotodrama stworzenia” – scenariusz
- 2005 – „Komentarz do Ewangelii Św. Mateusza”
- 2005 – „Przybytek na puszczy” – broszura dla młodzieży
- 2007 – „Konkordancja Wyrazów Greckich Nowego Testamentu” – wyd. II
- 2008 – „Pieśni Brzasku Tysiąclecia” – wyd. X
- 2008 – „Cienie Przybytku Lepszych Ofiar”
- 2008 – „Siedem cech Biblii jako księgi”
- 2009 – „Nadszedł Czas” – tom II WPŚ
- 2010 – „Nowe stworzenie” – tom VI WPŚ
- 2014 – „Konkordancja Wyrazów Greckich Nowego Testamentu” – wyd. III
- 2017 – „Konkordancja wyrazów hebrajskich ST” – wyd. II
- 2017 – „Oręż, którym walczymy – życie i dzieło Marcina Lutra”

## Czasopismo „Na Straży”
Czasopismo „Na Straży” miało zastąpić czasopismo „Straż i Zwiastun Obecności Chrystusa”, którego dystrybucję w Polsce przerwał wybuch II wojny światowej. Ponieważ po wojnie władze komunistyczne nie zezwoliły na sprowadzanie czasopisma ze Stanów Zjednoczonych Zarząd międzyzborowy WBPŚ zwrócił się do władz z prośbą o zezwolenie na wydawanie pisma w Polsce pod nazwą „Na Straży”. W kwietniu 1958 roku uzyskano zezwolenie na wydawanie dwumiesięcznika, a w czerwcu powołano zespół redakcyjny. Pierwszy numer ukazał się w październiku 1958 roku. Redaktorem naczelnym został Stanisław Kaleta. Pierwszy numer osiągnął nakład 3000 egzemplarzy. Do numeru ze stycznia 2009 roku dołączono płytę CD zawierającą artykuły opublikowane przez 50 lat historii czasopisma. W roku 2014 ukazywało się ono w nakładzie 1000 egzemplarzy.
Pierwsza siedziba redakcji mieściła się w Krakowie przy ul. Nowosądeckiej 74. Od 1 listopada 2013 roku Wydawnictwo „Na Straży” zostało przeniesione do nowej siedziby przy ul. Nad Serafą 27 w Krakowie.

### Redaktorzy naczelni „Na Straży”
- 1958–1962 – Stanisław Kaleta (1923–1996)
- 1962–1964 – Henryk Grudzień (1923–2002)
- 1964–1977 – Juliusz Dąbek (1923–1977)
- 1977–1984 – Adam Ziemiński (zm. 1987)
- 1984–1986 – Edward Pietrzyk
- 1986–1988 – Stefan Grudzień (1926–1992)
- 1989–1999 – Roman Rorata (1928–2000)
- od 1999 – Piotr Krajcer

### Inne czasopisma
W roku 1990 wydawnictwo „Na Straży” zaczęło wydawać pismo „Wędrówka za Panem”, dwumiesięcznik skierowany do młodzieży. W roku 2004 rozpoczęto wydawanie polskiej edycji czasopisma „The Herald” (tłumaczenie angielskiego czasopisma drukowanego w Stanach Zjednoczonych przez Pastoralny Instytut Biblijny). W roku 2008 rozpoczęto dystrybucję pisma „Poranek” wydawanego w Stanach Zjednoczonych przez Dawn Bible Students Association.

## Publikacje Wydawnictwa „Straż”
Fundacja Studiów Biblijnych „Straż” z Białogardu, posługująca się własnym Wydawnictwem „Straż” od 2008 roku jest wydawcą kwartalnika „Straż”, kalendarzy, broszur oraz publikacji książkowych dotyczących zazwyczaj historii ruchu badackiego.
- 2010 – „Pokarm dla myślących chrześcijan”, Charles T. Russell
- 2010 – „Syjonizm w Proroctwie”, Charles T. Russell
- 2012 – „Kazania Pastora Russella”
- 2013 – „Echa pielgrzyma”, Benjamin H. Barton (1874–1916)
- 2014 – „Powrót do hebrajskiego dziedzictwa”, Kenneth Rawson
- 2015 – „Co powiedział Pastor Russell”
- 2016 – „Charles Taze Russell, Jego życie i czasy”, Fredrick Zydek
- 2017 – „Debaty C.T. Russell kontra E.L. Eaton oraz L.S. White”
- 2018 – „Echa pielgrzyma”, Carl Hagensick (1934–2008)